# Маргуарейс
Маргуарейс (фр. Pointe Marguareis, итал. Punta Marguareis) — горная вершина на границе Франции (департамент Приморские Альпы) и Италии (провинция Кунео), наивысшая точка Лигурийских Альп. Высота — 2651 м. Согласно международному стандартизированному горному подразделению Альп (SOIUSA)гору можно классифицировать следующим образом: 
Часть Альп — Западные Альпы;
Расширенная секция — Юго-Западные Альпы;
Основная секция — Лигурийские Альпы;
Малая секция —  Западные Лигурийские Альпы.

## Геология
Геологическое строение горы, как и вся зона Западных Альп, состоит в основном из кристаллических пород, а также местами осадочных пород. Является частью горно-ледникового глубокорасчленённого рельефа. 

## География
На склонах горы четко выражена высотная поясность — от средиземноморских лесов и кустарников до ландшафтов гляциально-нивального пояса.